# Wilhelm Siegmund Frei
Wilhelm Siegmund Frei (ur. 5 września 1885 w Prudniku, zm. 27 stycznia 1943 w Nowym Jorku) – niemiecki lekarz dermatolog i wenerolog. Zajmował się diagnostyką ziarniniaka wenerycznego i opracował tzw. test Freia.

## Życiorys
Jego ojciec Emil Frei pochodził z Prudnika na Górnym Śląsku i był dyrektorem firmy zajmującej się górnictwem. Jego matka Frederika Ring pochodziła z Austrii. Wilhelm miał dwie siostry, Gertę (ur. 1887) i Josephinę (ur. 1888).
Wilhelm studiował medycynę we Fryburgu Bryzgowijskim. Swój doktorat otrzymał w Getyndze w 1913. We Fryburgu spotkał Magdę Frankfurter, z którą wziął ślub 12 stycznia 1912. Ich pierwsze dziecko, Marianne, urodziło się 7 listopada 1912. Ich drugie dziecko, Fritz, urodziło się 12 grudnia 1915. W 1923 habilitował się jako docent prywatny z dermatologii, w 1926 został profesorem nadzwyczajnym w Szpitalu Miejskim Berlin-Spandau.
Po dojściu nazistów do władzy w Niemczech Wilhelm wraz z rodziną imigrował do Nowego Jorku, gdzie pracował w Centrum Medycznym Montefiore w Bronx.

## Prace
- Ulcus molle, Bakteriologie, Pathologie, Anatomie, Experimentelles. W: Handbuch der Hautkrankheiten. Band 21. Berlin, 1927.